# I Would Like
"I Would Like" é uma canção da cantora sueca Zara Larsson, gravada para o seu segundo álbum de estúdio So Good. O seu lançamento ocorreu a 11 de novembro de 2016, através da editora discográfica Record Company TEN, servindo como quarto single para promoção do disco.

## Faixas e formatos
| Descarga digital |                |         |  |
| N.º              | Título         | Duração |  |
| 1.               | "I Would Like" | 3:46    |  |

| Descarga digital |                              |         |  |
| N.º              | Título                       | Duração |  |
| 1.               | "I Would Like" (R3hab Remix) | 2:27    |  |

| Descarga digital |                                    |         |  |
| N.º              | Título                             | Duração |  |
| 1.               | "I Would Like" (Gorgon City Remix) | 4:23    |  |

## Desempenho comercial

### Posições nas tabelas musicais
| Tabela musical (2016-2017)               | Melhor posição |
| ---------------------------------------- | -------------- |
| Alemanha - Single-Charts                 | 56             |
| Austrália - ARIA Singles Chart           | 16             |
| Áustria - Ö3 Austria Top 40              | 72             |
| Bélgica - Ultratip (Flandres)            | 1              |
| Bélgica - Ultratip (Valónia)             | 12             |
| Canadá - Canadian Hot 100                | 68             |
| Dinamarca - Tracklisten                  | 23             |
| Escócia - Scottish Singles Chart         | 3              |
| Eslováquia - Singles Digitál Top 100     | 40             |
| Estados Unidos - Billboard Digital Songs | 48             |
| Europa - Euro Digital Songs              | 3              |
| Finlândia - Latauslista                  | 24             |
| Irlanda - Top 100 Singles                | 7              |
| Itália - FIMI                            | 69             |
| Líbano - The Official Lebanese Top 20    | 16             |
| Noruega - VG-lista                       | 23             |
| Nova Zelândia - NZ Top 40 Singles        | 19             |
| Países Baixos - Mega Single Top 100      | 28             |
| Países Baixos - Dutch Top 40             | 23             |
| Polónia - Polish Airplay Top 100         | 27             |
| Portugal - AFP                           | 38             |
| Reino Unido - UK Singles Chart           | 2              |
| Chéquia - Singles Digitál Top 100        | 38             |
| Suécia - Sverigetopplistan               | 4              |
| Suíça - Schweizer Hitparade              | 55             |

### Posição nas tabelas de final de ano
| Tabela musical (2017)          | Melhor posição |
| ------------------------------ | -------------- |
| Reino Unido - UK Singles Chart | 60             |
| Suécia - Sverigetopplistan     | 88             |

### Certificações
| País          | Provedor       | Certificação |
| ------------- | -------------- | ------------ |
| Austrália     | ARIA           | Platina      |
| Canadá        | Music Canada   | Ouro         |
| Dinamarca     | IFPI Dinamarca | Ouro         |
| Itália        | FIMI           | Ouro         |
| Nova Zelândia | RMNZ           | Ouro         |
| Polónia       | ZPAV           | Ouro         |
| Reino Unido   | BPI            | Platina      |
| Suécia        | GLF            | Platina      |
| Suíça         | IFPI Suíça     | Ouro         |